# Джарилгач (озеро)
Джарилгач (крим. Carılğaç, Джарилг'ач, рос. Джарылгач) — найбільше озеро Чорноморського району і Тарханкутського півострова (після Донузлаву), розташоване у західній частині центру Чорноморського району. Площа водного дзеркала — 8,3 км². Тип загальної мінералізації — гірко-солоне, походження — лиманне, група гідрологічного режиму —  безстічне.
Місцеві жителі і відпочивальники часто помилково називають озеро Джарилгач лиманом, хоча, не маючи зв'язку з морем, воно таким не є.

### Характеристика
Входить до Тарханкутської групи озер, де є другим за площею. Довжина — 8,5 км. Ширина: середня — 1 км, найбільша — 2,3 км. Глибина: середня — 0,5 м, найбільша — 1,6 м. Висота над рівнем моря — 0,4 м. Площа водозбору — 268 км².
В озеро не впадає жодної річки, також воно безстічне, острови відсутні.
На березі озера розташовані такі села: Міжводне, Водопійне і Новоульяновка.
Разом з озерами Ярилгач і Панське входить до групи озер, прилеглих до Ярилгачської бухти. Від Ярилгачської бухти озеро відділене пересипом (де розташована територіальна дорога Т-01-07 Чорноморське — Роздольне — Воїнка), а від озера Ярилгач — місцевою дорогою Міжводне — Зайцеве — Червона Поляна.
В озеро впадають маловодні балки Джарилгач довжиною 20 км і балка Кіровська довжиною 24 км.